# Waddingtons
Waddingtons (auch Waddington's oder John Waddington) war ein britischer Hersteller von verschiedenen Druckerzeugnissen.
In den Bereichen Verpackungen, Büromaterial, Werbung, Kunststoffe, Briefmarken, Spielkarten und Spielen war Waddingtons vertreten.
Angefangen 1896 als ein Hersteller von Plakaten und Werbemitteln, wurden ab 1922 Spielkarten, später auch Puzzles und andere Spiele (u. a. Monopoly und Cluedo) hergestellt. Zu Spitzenzeiten beschäftigte das Unternehmen in Leeds 4000 Mitarbeiter. Der Spielwarenbereich wurde 1994 an den amerikanischen Spielwarenkonzern Hasbro verkauft; 2000 wurde Waddingtons verkauft und anschließend zerschlagen.
Heutzutage verwendet Winning Moves UK die von Hasbro lizenzierte Marke Waddingtons für Spielkarten.

## Erste Gründung
John Waddington (ein Drucker) und Wilson Barratt (Schauspielermanager beim Leeds Grand Theatre) gründeten 1896 in Camp Road, Leeds, die Druckerei Waddingtons Ltd, um Theaterplakate und andere Theater-Werbemittel herzustellen.

## Zweite Gründung
Nachdem es zum Bruch zwischen den beiden gekommen war, verließ Waddington das Unternehmen und gründete in der Great Wilson Street in Leeds ein neues Druckereiunternehmen.
Nach finanziellen Schwierigkeiten wurde das Unternehmen am 31. Januar 1905 in eine Private Limited Company (nichthandelbare Aktiengesellschaft) unter dem Namen John Waddingtons Ltd umgewandelt.
Der Vorstand bestand anfangs aus H. M. Carter und John Waddington, kurze Zeit später kam William Peacock und zwei Jahre später Edgar Lupton hinzu. Nachdem Peacock 1908 ausgeschieden war, wurde er durch Ralph Bernard Stephens ersetzt. Ebenfalls 1908 wurde Arthur Copson Peake Vorstandsmitglied.
John Waddington führte die Drucktechnik der Lithographie ein, wofür der Lithographer Victor Hugo Watson (* 1878 in Brixton) als Vorarbeiter eingestellt wurde. Die Lithographie entwickelte sich besser als die anderen Bereiche; es traten finanzielle Schwierigkeiten auf.

## Ausscheiden des Firmengründers
Nachdem Unregelmäßigkeiten in den Geschäftsbüchern festgestellt wurden und herauskam, dass der Firmengründer John Waddington regelmäßig Geld unterschlug, schied dieser am 7. März 1913 aus dem Unternehmen aus.
Der Rest des Vorstands überlegte, das Unternehmen zu schließen; sie wurden aber von Watson überzeugt, das Geschäft weiterzuführen. Watson wurde zum Manager berufen. Das Geschäft wuchs und es wurde ein zweites Fabrikgelände in der Elland Road gemietet. Am 2. April 1915 brannte dieses Gebäude mit den bereits gefertigten Arbeiten ab; am darauf folgenden Tag wurde das in Leeds zum Verkauf stehende Druckereiunternehmen Charles Russel in der Dewsbury Road von Watson gekauft und noch am selben Tag wurde die Arbeit wieder aufgenommen um die bestellte, aber vernichtete Ware erneut herzustellen. Die Belegschaft von Charles Russel wurde dabei übernommen. Ab 1916 wurde Watson in den Vorstand berufen.
Im Januar 1919 wurde das in London ansässige Unternehmen Tribe & Son und Anfang 1920 das ursprüngliche Unternehmen Waddingtons Ltd in Leeds gekauft, man war nun an mehreren Standorten in Leeds und London vertreten.

## Umwandlung in eine Public Limited Company
Um weiter expandieren zu können, wurde das Unternehmen am 14. März 1921 in eine Public Limited Company (handelbare Aktiengesellschaft) umgewandelt.
Der erste Vorstand bestand aus Edgar Lupton, Arthur Copson Peake, Ralph Bernard Stephens und Victor Hugo Watson.

## Produktion von Spielkarten, Puzzles und Spielen
1920 und 1921 wurden Versuche unternommen, Spielkarten herzustellen. Als 1922 Thomas De La Rue & Co. Ltd den Konkurrenten Charles Goodall & Co. Ltd übernahm, gab es nur noch einen großen britischen Spielkartenhersteller, so dass der Markteinstieg bei Spielkarten 1922 dadurch günstig war.
1923 erhielt John Waddingtons Ltd von der Royal Academy of British Printing das „Blaue Band“.
Ab 1929 wurden runde Spielkarten produziert, die sehr erfolgreich waren. In den 1930ern wurden Spielkarten für Zigarettenschachteln produziert.
Aufgrund der Weltwirtschaftskrise wurden 1931 Verluste gemacht.
1933 wurde das Kartenspiel Lexicon produziert. Nach einer intensiven Werbekampagne wurden tausende Spiele pro Tag davon verkauft.
Im selben Jahr wurde begonnen, Puzzles aus Karton herzustellen.
1935 wurde der irische Kartenhersteller Ormond Printing Company übernommen.

### Monopoly
Victor Watson gab seinem Sohn Norman Watson an einem Freitag im Jahr 1935 ein Spiel Monopoly; er sollte herausfinden, ob das Spiel etwas taugt. Nachdem er das komplette Wochenende mit diesem Spiel verbracht hatte, wurde am Montag morgen ein Telefonat mit Parker Brothers, USA, organisiert; es war das erste Telefonat von Waddingtons in die USA und das erste Telefonat von Europa zu Parker Brothers. Waddingtons erhielt das Recht, Monopoly herzustellen und zu verkaufen. Die Spielregel blieb unverändert; es wurden lediglich die Straßen- und Bahnhofsnamen geändert. Mit diesem Spiel konnte Waddingtons jährlich eine halbe Million Pfund umsetzen.

### Cluedo
1943 erdachten der britische Anwalt Anthony Ernest Pratt (* 10. August 1903; † 9. April 1994) und seine Frau Elva ein Spiel, welches sie Murder! nannten. 1944 wurde ein Patent für das Spielkonzept und den Spielplan eingereicht, welches dann 1947 erteilt wurde. 1947 erwarb Waddingtons die Rechte an dem Spiel Cluedo, welches aufgrund von Materialengpässen erst 1949 erschien. Im selben Jahr wurde das Spiel an Parker Brothers für den nordamerikanischen Markt lizenziert. Seitdem wurden jährlich weltweit etwa 3 Millionen Spiele hergestellt.
Es folgten viele weitere Brettspiele, so dass Waddingtons vor allem durch diese Brett- und Kartenspiele im gesamten Vereinigten Königreich bekannt wurden.

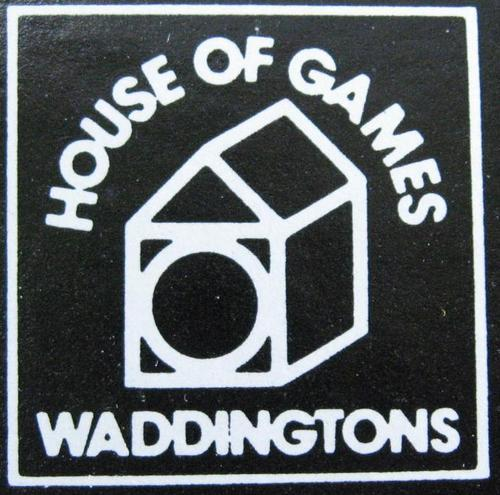
Logo von Waddingtons House of Games

### Waddington House of Games
Das 1968 in Scarborough, Ontario, ansässige kanadische Unternehmen House of Games Corporation Limited war später in Bramalea (heute Brampton), Ontario angesiedelt. Daraus wurde dann Waddington House of Games und später Waddington Sanders, welches später in North York, Ontario angesiedelt war. Waddington House of Games brachte meist Spiele mit zweisprachigen Anleitungen (englisch/französisch) heraus.

### Aufgabe der Spielwaren
Im Juli 1994 bot Bluebird Toys für Waddington Games 20 Millionen £.
Am 30. November 1994 wurde die Spiele-Abteilung von Waddingtons vom US-amerikanischen Spielehersteller Hasbro für 50 Millionen £ bzw. 78,22 Millionen $ übernommen. Der Umsatz betrug zu diesem Zeitpunkt 25,92 Millionen Pfund und der Gewinn 3,45 Millionen Pfund im Jahr. Durch die Übernahme wurde Hasbro Lizenzinhaber unter anderem von Cluedo und Top Trumps. Der Gewinn von Waddington Games verdoppelte sich im ersten Jahr nach der Übernahme durch Hasbro, die Verkaufszahlen von Monopoly verdoppelten sich.

## Übernahmen bis Ende der 1980er
- In den 1960ern wurden La Ducale und B.P. Grimaud übernommen.[5]
- 1970/71 wurde das 1866 gegründete Unternehmen Alf Cooke (Universal Playing Card Company Limited), welches seit 1920 ein bedeutender britischer Spielkartenhersteller war, übernommen.[5][15]
- 1982 wurde Dubreq, Hersteller von Quartett-Spielen (Top Trumps) übernommen.
- 1984 wurde die 1966 gegründete The House of Questa Limited übernommen.[16]
- 1987 wurde Johnsen & Jorgensen Packaging übernommen.[17]
- 1987 wurde die 1846 gegründete Gilmour & Dean Ltd – einem Produzenten von Flaschen-Labels – übernommen.[18]

## Umstrukturierungen in den 1990ern
- 1992 wurde Gilmour & Dean Ltd verkauft.[19]
- 1993 wurde Carthage Cup übernommen.[20]
- 1993 wurde Waddington Business Forms an Castletown Press Group, (Adare Printing Group) verkauft.[21]
- Im Jahr 1993 waren in Leeds 2700 Mitarbeiter beschäftigt.[22]
- 1994 wurde Label Converters an Castletown Press Group verkauft.[23]
- 1994 wurde IMCA Beheer BV, ein großer niederländischer Faltkartonhersteller, für 44,9 Millionen Pfund übernommen.[24][14] Dadurch wurde Waddingtons zu einem der größten Karton-Hersteller Europas.
- 1994 wurde die Spiele-Abteilung von Waddingtons vom US-amerikanischen Spielehersteller Hasbro für 50 Millionen £ übernommen.
- 1995 wurde IP Container von New Jersey Inc übernommen.[25]
- 1996 wurde Plastona verkauft[26]
- 1998 wurden Waddington Cartons und IMCA für 67 Millionen £ an Low and Bonar verkauft.[26]

## Geschäftszahlen im letzten Geschäftsjahr
Im letzten eigenständigen Geschäftsjahr April 1998 bis März 1999 hatte Waddingtons einen Umsatz von 257,2 Millionen £, der sich wie folgt aufteilte:
- Pharmaceutical Packaging: 59,9 Millionen £
- Food Services (USA): 93,3 Millionen £
- Printing: 105 Millionen £

## Übernahme und Zerschlagung
Bis 2000 existierte Waddingtons als Unternehmen für Druck- und Verpackungserzeugnisse weiter. Im Februar 2000 wurde Waddingtons von der John Mansfield Group PLC für 289 Millionen £ übernommen. Zusammen mit der ebenfalls 2000 für 87 Millionen £ übernommenen Druckabteilung von Rexam wurde 2000 daraus das Unternehmen Communisis PLC geschaffen. Im selben Jahr wurden die Abteilungen Waddington Food Services für 145 Millionen £ und Waddington Pharmaceutical für 60 Millionen £ wieder verkauft. Die Firmen Cartonmaster, Johnsen & Jorgensen, Essex Business Forms, John Mansfield Timber and Studios wurden einzeln für insgesamt 4 Millionen Pfund verkauft.